# Уничтожение Ил-76 в Белгородской области
24 января 2024 года в 5—6 км от села Яблоново Белгородской области российский военно-транспортный самолёт Ил-76 был сбит зенитной ракетой; событие произошло на фоне российского вторжения на Украину. Минобороны РФ заявило, что в результате катастрофы погибли 74 человека, включая 65 пленных украинских военнослужащих, которых, согласно заявлению, везли в Белгородскую область для обмена. Генеральный штаб ВСУ не взял на себя прямую ответственность за сбитие самолёта, но заявил, что это была законная военная цель и что самолёт перевозил ракеты зенитно-ракетного комплекса С-300 для обстрелов Харьковской области. Однако спустя год после происшествия, представители украинской власти все же косвенно подтвердили нахождение пленных на борту самолёта.
Анонимные официальные лица Франции и США утверждают, что самолёт был сбит ракетой Patriot, выпущенной украинской армией, однако независимой проверки утверждений ни одной из двух стран не проводилось.

## Самолёт и экипаж
Ил-76 с бортовым номером RA-86868 и экипаж принадлежал 117-му военно-транспортному авиационному полку (воинская часть № 45097), в задачи полка входит обслуживание военно-транспортных средств, перевозящих специальные грузы для материального обеспечения армии России. Самолёты полка дислоцируются на аэродроме в Оренбурге.
Экипаж самолёта состоял из 6 человек:
- Командир воздушного судна (КВС) — Станислав Алексеевич Беззубкин (36 лет)[11][12][13];
- Помощник командира корабля — Владислав Вадимович Чмирев (24 года)[14][15];
- Штурман — Алексей Анатольевич Высокин (41 год)[11][12];
- Бортинженер — Андрей Леонидович Пилуев (38 лет)[11][16];
- Борттехник — Сергей Николаевич Житенев (34 года)[11][17];
- Бортрадист — Игорь Вячеславович Саблинский (54 года)[11].

## Обстоятельства
Первые сообщения о катастрофе появились около 11:12 МСК 24 января 2024 года. Непосредственно перед сообщением о падении самолёта в регионе объявляли о ракетной угрозе, а Минобороны России сообщило о сбитом над областью БПЛА.
В 11:48 утра губернатор Белгородской области Вячеслав Гладков сообщил, что в Корочанском районе случилось «происшествие» и что «сейчас на месте работают следственная группа и сотрудники МЧС». Спустя время он заявил, что все находившиеся на борту погибли. По заявлению Минобороны РФ, к месту падения вылетела комиссия Воздушно-космических сил «для установления причин катастрофы». Сенатор и бывший главком ВКС России Виктор Бондарев утверждал, что экипаж самолёта перед крушением успел сообщить о внешнем воздействии.
Самолёт упал в 50 км от российско-украинской границы. Настоятель православного храма святого Димитрия Солунского в селе Яблоново сообщил для ТАСС, что самолёт упал в пяти-шести километрах от села Яблоново, при этом разрушений на земле нет. Удар, согласно заявлению российской стороны, был нанесён ЗРК из села Липцы, находящегося в Харьковской области, а радиолокационные станции ВКС России зафиксировали пуск двух украинских ракет.
Основатель CIT Руслан Левиев в комментарии Bild рассказал, что «облачко» дыма в небе на видеозаписи «очень похоже на то, как будто там взорвалась зенитная ракета комплекса ПВО». По мнению Левиева, техническая возможность сбить самолёт была у обеих сторон — и России, и Украины, однако делать окончательные выводы рано.
Издание The Moscow Times со ссылкой на анализ видео крушения в социальных сетях сообщило, что военный самолёт в момент крушения улетал от границы с Украиной.
Украинский OSINT-аналитик «Скринька Пандори» утверждал, что Ил-76 с бортовым номером RA-78830 перед крушением летел через Египет, Саудовскую Аравию, Красное море и Иран, а около Сирии он пропал с радаров, после чего снова появился в Белгороде. Издание «Вёрстка» опровергло данную информацию, указав на то, что данный борт находился в районе Кипра за час до катастрофы над Белгородской областью, и физически не мог преодолеть такое расстояние. Журналист-расследователь Илья Давлятчин отметил, что самолёт с номером RA-78830 окрашен в бело-серый цвет, а самолёт на фотографиях с места крушения — зелёный. На церемонии прощания с погибшим экипажем был обнародован бортовой номер самолета — RA-86868.
26 января президент РФ Владимир Путин заявил, что самолёт не мог быть сбит дружественным огнём, так как в российских системах ПВО «стоят системы свой-чужой и сколько бы оператор на кнопку ни нажимал, наши системы ПВО не сработали бы». Однако данное утверждение не соответствует действительности, так как система распознавания является вспомогательной и может быть отключена оператором из-за особенностей боевых условий, что подтверждают российские потери от дружественного огня в войне с Грузией в 2008 году и во время вторжения в Украину с 2022 года.
Официальные лица США публично не давали комментариев по поводу причин катастрофы, однако на условиях анонимности подтвердили The New York Times, что Ил-76 был сбит ВСУ с помощью американского зенитного ракетного комплекса Patriot. Анонимные источники не исключили, что часть пассажиров могла быть украинскими военнопленными, однако подтвердить личности пассажиров не удалось, а украинские войска не знали о возможности такой перевозки.
1 марта Уполномоченный по правам человека в РФ Татьяна Москалькова сообщила, что Украина обращалась к России с вопросом передачи ей тел погибших при крушении самолета украинских военных, и что Россия дала на это своё согласие.

### Возможные цели полёта

#### Обмен пленными
24 января должен был состояться обмен пленными между Украиной и Россией, который, согласно заявлению Минобороны РФ, должен был пройти в Колотиловке. Telegram-каналы SHOT и Mash написали, что обмен должен был пройти по формуле 192 на 192.
Минобороны РФ заявило, что самолёт Ил-76 следовал по маршруту Чкаловский — Белгород и перевозил 65 пленных украинских военнослужащих для обмена. Также, по заявлению Минобороны РФ, на борту находились шесть членов экипажа и трое сопровождающих. Экипаж и все пассажиры самолёта погибли. Глава комитета Госдумы по обороне Андрей Картаполов утверждал, что ещё один Ил-76 с примерно 80 украинскими пленными развернулся после крушения самолёта в Белгородской области.
ГУР МО Украины заявило, что Украина доставила «на оговорённую точку для обмена» российских пленных, однако обмен не состоялся. Кроме этого представители ГУР заявили, что у Украины нет «достоверной и исчерпывающей информации» о том, кто находился на борту самолёта, а украинская сторона «не была поставлена в известность» о необходимости обеспечения безопасности воздушного пространства в районе Белгорода, «как неоднократно делалось в прошлом».
Главный редактор RT Маргарита Симоньян опубликовала список из 65 фамилий людей, которые, по её утверждению, находились в самолёте военнопленных. Следственный комитет РФ опубликовал видео, на котором, как утверждается, запечатлен момент посадки украинских военнопленных в Ил-76. Украинские журналисты обнаружили по крайней мере 17 человек из списка среди обменянных ранее, 3 января. 27 января украинский Координационный штаб по вопросам обращения с военнопленными подтвердил, что всех 65 человек планировалось обменять 24 января, однако родственники военнопленных, которым представители штаба показали опубликованные Россией видеоролики с трупами на месте крушения, не опознали среди тел своих близких.
Ряд экспертов и журналистов подверг сомнению достоверность российских утверждений о том, что самолёт вёз пленных для обмена, так как, по предварительным оценкам по открытым данным, Ил-76 летел в направлении от границы с Украиной на север, а не к ней. Пророссийские источники со ссылкой на очевидцев с места катастрофы утверждают, что самолёт сменил курс в процессе падения, чтобы не упасть на населённый пункт. Журналист-расследователь Илья Давлятчин указал на то, что отсутствие трупов на опубликованных фотографиях ни о чём не свидетельствует, так как тела могли либо выгореть, либо быть разбросаны по большой площади в связи с выпадением людей из самолёта во время падения.
В апреле 2025 года в заместитель главы МВД Украины Леонид Тимченко в интервью косвенно подтвердил нахождение пленных на борту самолёта.

#### Перевозка ракет
24 января источник издания «Украинская правда» в ВСУ заявил, что самолёт потерпел крушение в результате действий ВСУ. Схожая информация была опубликована «РБК-Украина». По словам украинских СМИ и военных, самолёт перевозил ракеты зенитно-ракетного комплекса С-300 для обстрелов Харьковской области. Впоследствии «Украинская правда» и «РБК-Украина» удалили из своих новостных заметок слова источника о том, что крушение Ил-76 под Белгородом является «работой ВСУ». В новой версии публикации «Украинской правды» утверждается, что источник ВСУ подтвердил факт падения самолёта

## Расследование
25 января РИА Новости сообщило о том, что экстренные службы нашли бортовые самописцы и передали их следователям.
Согласно информации издания «РБК-Украина», 25 января Служба безопасности Украины открыла уголовное производство по статье о нарушении законов и обычаев войны.
Следственный комитет России возбудил уголовное дело о теракте после крушения Ил-76. 1 февраля Следственный комитет РФ заявил, что согласно результатам генетической экспертизы «более 670 фрагментов тел» с места падения принадлежат «шести членам экипажа, троим сотрудникам военной полиции и 65 украинским военнослужащим».

## Оценки
Израильский военный обозреватель Давид Шарп считает, что самолёт являлся легитимной и ценной военной целью, даже если на его борту находились украинские военнопленные, так как, по мнению Шарпа, силы украинской ПВО не были обязаны этого знать и, вероятно, не знали. Таким образом Шарп считает, что событие нельзя квалифицировать как теракт.

## Реакции

### Россия
24 января Минобороны РФ назвало произошедшее террористическим актом и обвинило в нём украинскую сторону. Согласно заявлению, Украина пошла на это для того, чтобы впоследствии обвинить Россию в уничтожении военнослужащих ВСУ.
Пресс-секретарь президента РФ Дмитрий Песков заявил, что пока ничего не может сказать, поскольку «это достаточно новая, свежая информация».
Глава комитета Госдумы по обороне Андрей Картаполов заявил, что обмены пленными теперь, вероятно, будут поставлены на паузу.
Посол по особым поручениям МИД РФ Родион Мирошник заявил о совершении Украиной «акта безумного варварства, демонстрирующего полное пренебрежение к человеческой жизни», и уточнил, что «кровавый инцидент» ставит под сомнение какие-либо переговоры с украинской стороной. 25 января Андрей Картаполов заявил законодателям, что «Главное разведывательное управление украинских вооруженных сил» было за 15 минут проинформировано о полёте ИЛ-76 в Белгородской области и украинская сторона подтвердила получение информации, однако Украина отрицает получение этих данных.
26 января Владимир Путин впервые прокомментировал катастрофу, утверждая, что самолёт был сбит Украиной с помощью западных средств ПВО.
30 января ТАСС со ссылкой на источник в силовых структурах сообщило, что самолет был сбит в результате «внешнего воздействия» на основании анализа его черных ящиков.
Российские источники заявили, что 8 ноября 2024 года среди обменянных тел военнослужащих были 62 военнопленных ВСУ, погибших при крушении Ил-76. Позже украинская сторона подтвердила факт передачи тел, которые проверяет на принадлежность украинским военнослужащим.

### Украина
В Минобороны Украины заявили, что не могут ни подтвердить, ни опровергнуть информацию Минобороны РФ об украинских военнопленных.
Советник главы Офиса президента Украины Михаил Подоляк заявил, что пока комментариев не будет, так как «нужно время для уточнения данных». Уполномоченный Верховной рады по правам человека Дмитрий Лубинец заявил, что уточняет информацию о падении Ил-76. Он написал в соцсети X: «На данный момент нет никаких признаков того, что в самолёте Ил-76 находилось столько людей, независимо от того, являются ли они гражданами Украины или нет».
В ГУР МО Украины заявили, что договорённости о безопасном пролёте самолёта не было, что «может свидетельствовать об умышленных действиях России, направленных на создание угрозы жизни и безопасности пленных».
24 января ситуацию вокруг самолёта прокомментировал в своем вечернем обращении президент Украины Владимир Зеленский. Он заявил, что Украина будет требовать международного расследования инцидента, однако не рассказал о каких-либо новых подробностях произошедшего. «Очевидно, что россияне играются с жизнями украинских пленных, с чувствами родных и с эмоциями нашего общества», — сказал при этом президент.

### Международное сообщество
24 января в ходе встречи с Владимиром Путиным глава Чада Махамат Деби выразил соболезнования в связи с катастрофой.
25 января Совет Безопасности ООН провел экстренное заседание по запросу России, чтобы обсудить сбитый самолёт. Заместитель генерального секретаря ООН Розмари ДиКарло призвала «всех, кого это касается, воздерживаться от действий, риторики или обвинений, которые могут еще больше разжечь и без того опасный конфликт».
Представитель Международного комитета Красного Креста в Украине призвал Россию репатриировать останки военнопленных, которые могли погибнуть в авиакатастрофе.
Спустя год после происшествия The New York Times опубликовала статью с заголовком «Убила ли Украина своих, сбив российский самолет? Год спустя она так и не ответила», где говорится, что на протяжении почти трех лет боевых действий обе стороны отстаивают свои версии и не желают раскрывать или признавать неудачи.